# Jesús María Casal
Jesús María Casal Hernández (Caracas, 8 de mayo de 1965) es un abogado y profesor venezolano, especialista en derecho constitucional en Venezuela. Actualmente es decano de la Facultad de Derecho de la Universidad Católica Andrés Bello y fue presidente de la Comisión Nacional de Primaria, encargada de organizar las elecciones primarias de la Plataforma Unitaria de 2023.

## Reseña biográfica
Casal es hijo de Jesús María Casal Montbrum quien fue profesor de Derecho Constitucional, magistrado de la Corte Suprema de Justicia y quizás el diputado más joven electo del Movimiento de Izquierda Revolucionaria y nieto del doctor Jesús María Casal Ramos, médico. Tiene un doctorado en derecho en la Universidad Complutense de Madrid, España (1996). Especialista en Derecho Administrativo en la Universidad Central de Venezuela (2000), fue subdirector de Derechos Humanos en la Fiscalía General de la República (1989‐1991), trabajó en el Congreso de la República como jefe del Departamento de Estudios y Representación de la Oficina de Asesoría Jurídica (1992‐1999), es miembro de la Comisión Andina de Juristas, desde marzo de 2000. Casal ha publicado varios libros.
El 9 de noviembre de 2022 fue elegido por la Plataforma Unitaria como miembro principal para integrar la Comisión Nacional de Primarias para la elección del candidato a las presidenciales de 2024 en Venezuela, y posteriormente elegido como presidente de la Comisión.

## Publicaciones
- Los derechos humanos y su protección, Caracas, UCAB, 2006
- Jurisdicción Constitucional, Democracia y Estado de Derecho (en coautoría con Winfried Hassemer y Norbert Lösing), Caracas, UCAB, 2005
- Cosa Juzgada y efecto vinculante en la justicia constitucional, Anuario de Derecho Constitucional Latinoamericano (Konrad Adenauer Stiftung), 2004
- Constitución y Justicia Constitucional, Caracas, UCAB, 2004
- APUNTES PARA UNA HISTORIA DEL DERECHO CONSTITUCIONAL DE VENEZUELA obra de Jesús María Casal Hernández 2019[4]

## Premios
Premio de Investigación Georg Forster de la Fundación Alexander Von Humboldt. (2019)